# 抱緊我 抱緊我
「抱緊我 抱緊我」（抱きしめて 抱きしめて）是日本的女子偶像組合Berryz工房的第19張单曲。2009年3月11日由PICCOLO TOWN发售。

## 概要
- 此單曲有2個版本，分別有「初回生産限定盤」和「CD ONLY」。「初回生産限定盤」收錄了「抱緊我 抱緊我」的PV。
- 在3月23日於公信榜单曲週排行榜取得第8位。

## 收錄内容

### CD（初回生産限定盤 、 CD ONLY）
CD
1. 抱緊我 抱緊我
（作詞・作曲：淳君 編曲：江上浩太郎）
2. 對於所有的愛（そのすべての愛に）
（作詞・作曲：淳君  編曲：上杉洋史）
3. 抱緊我 抱緊我（Instrumental）

### DVD（初回生産限定盤）
1. 抱緊我 抱緊我（Close-up Ver.）